# هليل كوهين
هليل كوهين بار (بالعبرية: הלל כהן‏) (من مواليد القدس، 5 أكتوبر 1961) هو باحث وكاتب إسرائيلي متخصص في دراسة العلاقات اليهودية العربية في فلسطين/إسرائيل، وهو أستاذ مشارك في قسم الإسلام ودراسات الشرق الأوسط في الجامعة العبرية في القدس، ورئيس مركز كريك لدراسة الصهيونية ودولة إسرائيل في نفس الجامعة.
يعتبر كوهين على دراية خاصة بالقدس الشرقية، التي كانت موضوع كتابه «السوق فارغ» كيكار هشوك ريكا (أو صعود وسقوط القدس العربية)، بسبب السنوات التي قضاها كمراسل لشؤون القدس الشرقية في صحيفة كول هعير الأسبوعية الإسرائيلية، كما نشر على نطاق واسع حول اللاجئين الفلسطينيين الداخليين وحرب 1948. يتعامل كتابان من كتبه مع متعاونين فلسطينيين وأجهزة الأمن الإسرائيلية، مستخدمًا منهجية يمكن وصفها بالتاريخ من الأسفل. تُطلق صحيفة جيروزاليم بوست على كتبه أنها «مزيج سهل من الأبحاث الأكاديمية والتقارير الصحفية الحية، حيث يتمكن كوهين من إظهار التعاطف عند التعامل مع القضايا الإنسانية، لكنه يحتفظ بمسافة مهنية فيما يتعلق بالأحداث».
أصبح معروفًا لأول مرة في بلدان أخرى في عام 2008 عندما تم نشر كتابه " جيش الظل ، المتعاونون الفلسطينيون مع الصهيونية 1917-1948" من إصدار مطبعة جامعة كاليفورنيا، كما نشر كتابه «العرب الصالحون - غاية الارب ومنتهى العجب في ترويض النخب وتطويع العرب» بنفس دار النشر، ثم كتابه الأخير «1929 سنة الصفر في الصراع العربي الإسرائيلي» من قبل مطبعة جامعة برانديز في 2015.

## المؤلفات
- الغائبون الحاضرون: اللاجئون الفلسطينيون في إسرائيل منذ عام 1948 (بالعبرية، والعربية)
- العرب الصالحون: إن أجهزة الأمن الإسرائيلية وعرب إسرائيل ערבים טובים (بالعبرية 2006، بالإنجليزية 2010)
- جيش الظلال ، التعاونون الفلسطينيون مع الصهيونية، 1917-1948 (2004 بالعبرية، 2008 بالإنجليزية)
- صعود وسقوط القدس العربية (2007 بالعبرية، 2011 بالإنجليزية)
- 1929 سنة الصفر من الصراع العربي الإسرائيلي.